# Црес

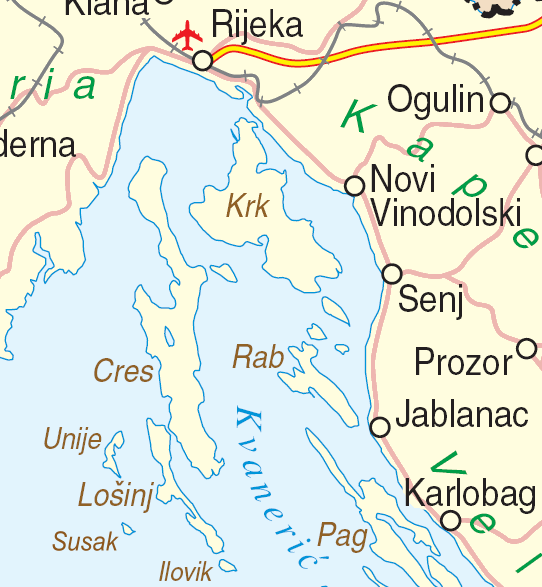
Затока Кварнер

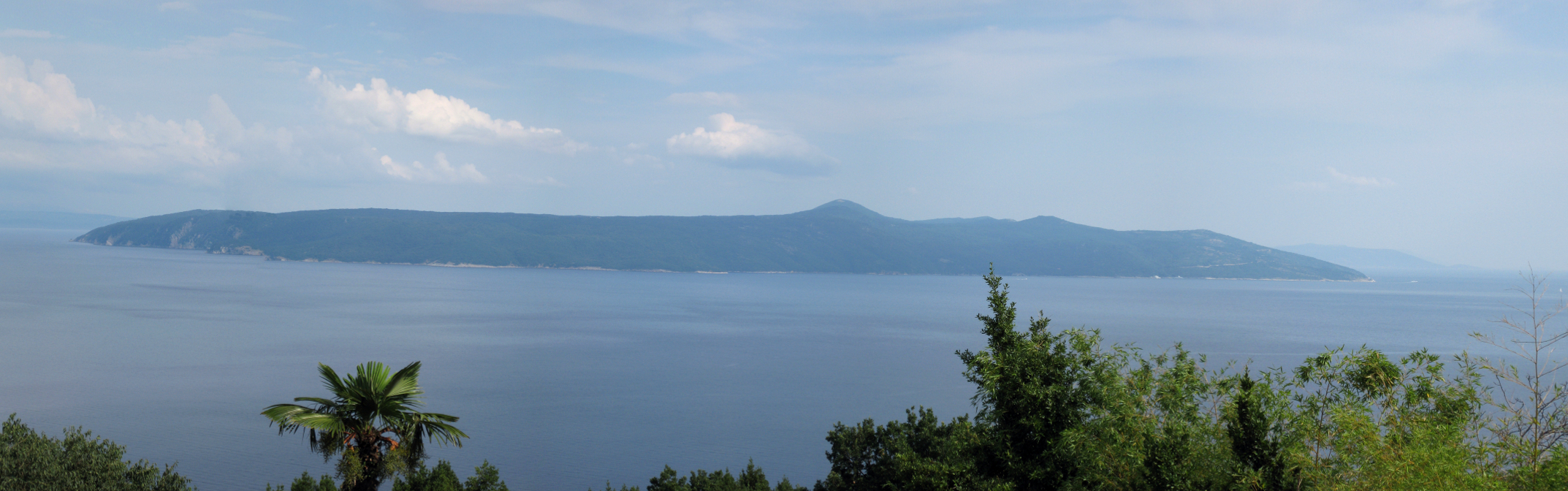
Погляд на Црес із о. Мошченіца.

Црес (хорв. Cres, італ. Cherso, лат. Crepsa) — острів в Адріатичному морі, в північній частині Хорватії, поблизу далматинського узбережжя в затоці Кварнер. На острові розташоване однойменне місто.

## Загальні відомості
Црес — один із двох найбільших хорватських островів поряд з островом Крк. Складність у визначенні найбільшого острова пов'язана з тим, що острови Црес і Крк мають майже однакову площу (~405 км²), яку вкрай важко точно виміряти через дуже порізану берегову лінію, яка до того ж постійно міняє обриси . Центральне бюро статистики Хорватії наводить площу — 405,705293 км². Довжина Цреса — 66 км, ширина — від 2 до 12 км. Острів сильно витягнутий з півночі на південь. Довжина берегової лінії 268,205 км. Найвища вершина — г. Горіце (648 м).
Населення острова — 3 184 чоловік (2001), більш ніж 90% населення проживає в місті Црес. Острів Црес розташований в затоці Кварнер, неподалік від півострова Істрія та островів Крк, Раб і Паг. Зв'язаний регулярними поромними переправами з півостровом Істрія (Брестова — Порозіна), з островом Крк (Валбіска-Мераг), а також підйомним мостом з островом Лошинь, з яким колись Црес становив один острів, але від якого був відділений штучним каналом шириною 11 метрів.
Найбільші населені пункти — міста Црес (населення — 2959 чоловік), Осор і Мераг.

## Природа

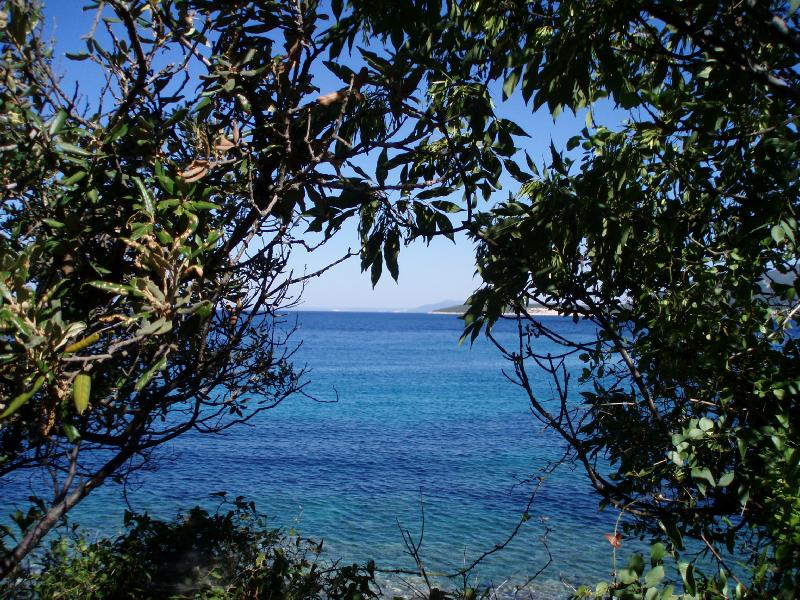
Пляж в Стіван на острові Црес

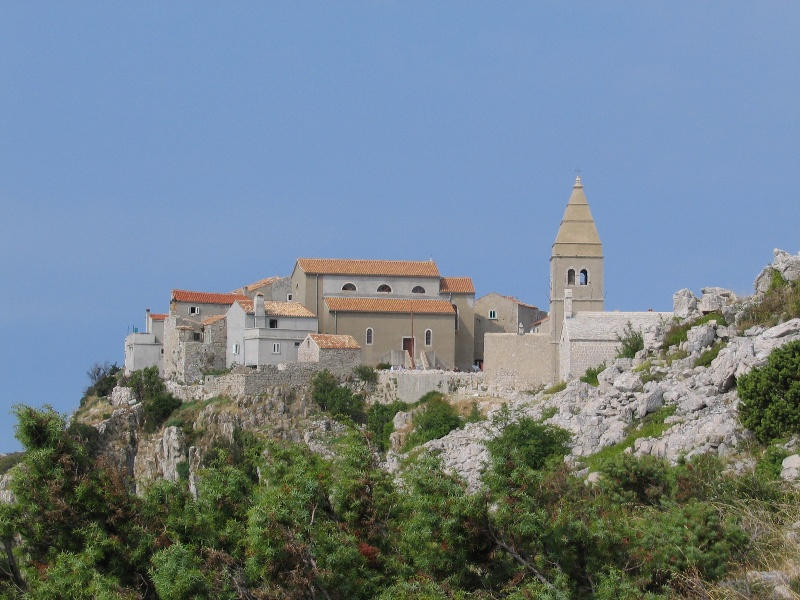
Лубеніце

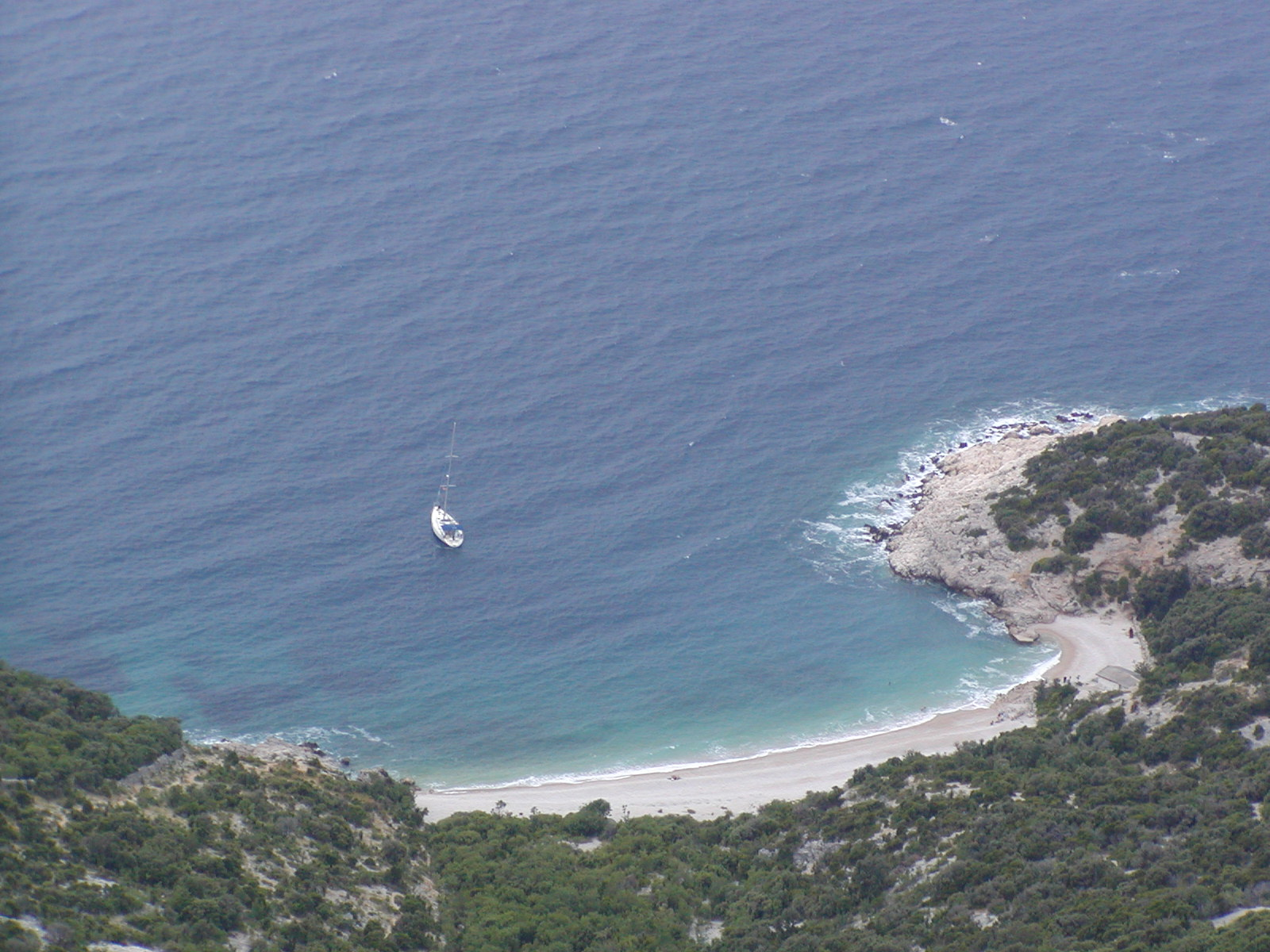
Пляж в Лубеніце на острові Црес

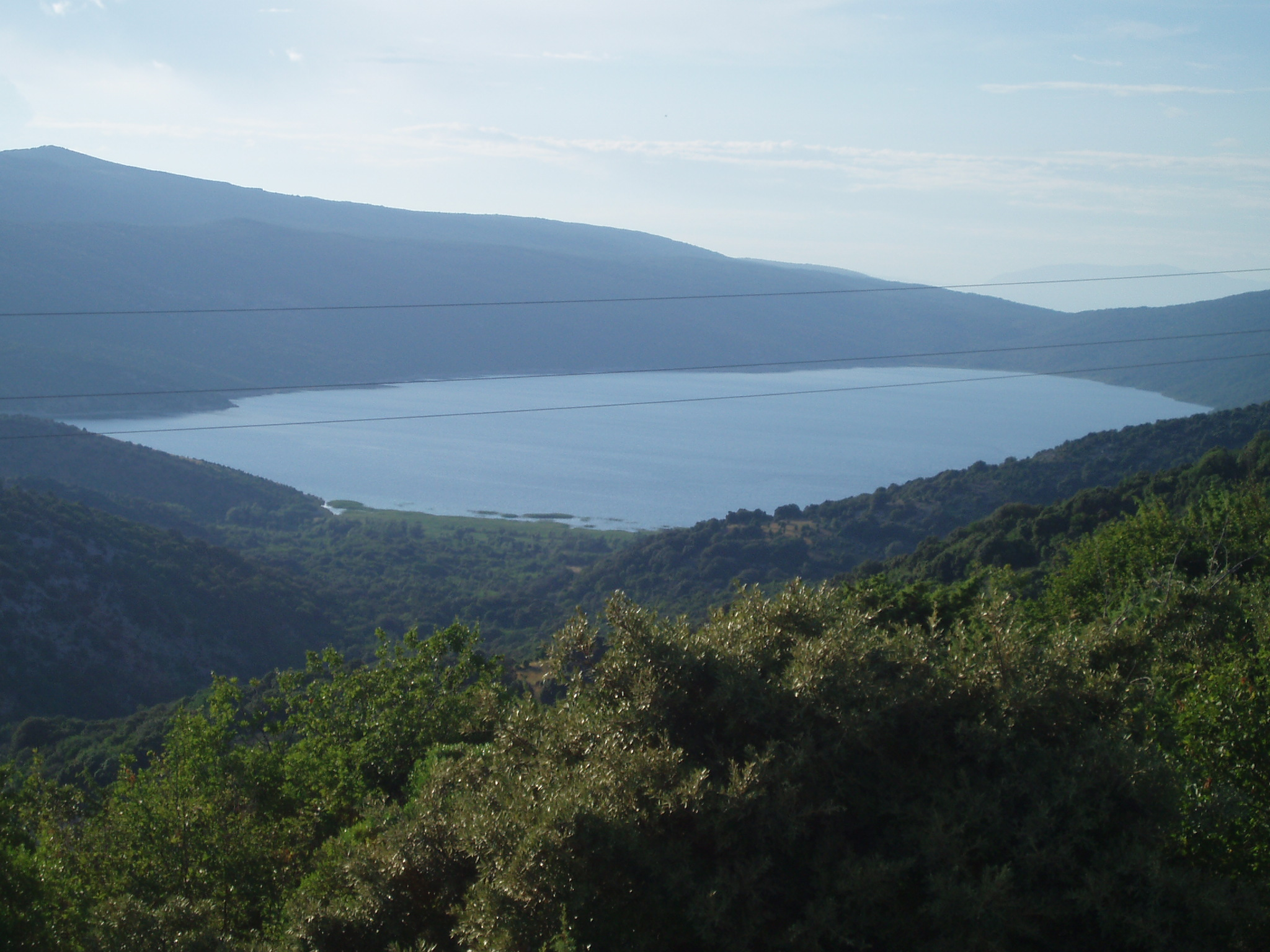
Вранско озеро (Vransko jezero)

Північна частина Цреса переважно покрита лісами — широко представлені дуб, граб, в'яз. На півдні острова лісів мало, значну частину території займають пасовища. Незвичайне різноманіття флори і фауни на острові робить його об'єктом інтересу вчених-натуралістів і любителів природи. Црес — одне з нечисленних місць в Європі, де водиться рідкісний птах — білоголовий сип, який є неофіційним символом острова.

## Пам'ятки
- Црес — найбільше місто острова з багатою історією. Потрійні ворота на вході в старе місто. Споруда міської ради (XVI ст.), в якому нині розміщений музей Лапідаріум. Серед експонатів — давньоримські артефакти і Валунська плита — один з найдревнійших пам'ятників глаголицької писемності. В палаці Арсан-Патріс (XV ст.) розміщений міський музей з експозицією археологічних знахідок. Францисканський і бенедиктинський монастирі — в останньому розміщена постійна виставка старовинного живопису.
- Вранське озеро (Vransko jezero). В центрі острова поблизу села Врана розташовано велике і мальовниче прісноводне озеро глибиною близько 70 метрів.
- Лубеніце — одне з перших поселень острова. Побудовано на скалі, розташованій на висоті майже 400 м над рівнем моря. На міській площі — церква св. Антонія (XV ст.). Влітку — регулярні концерти класичної музики.
- Осор — місто, розташоване на півдні острова, в Середні віки було важливим торговим портом Адріатики. На центральній площі — палац єпископа і собор (обидві споруди — XV ст.). Відомий також щорічним фестивалем класичної музики.